# Sîngerei
Sîngerei – miasto w Mołdawii, stolica rejonu Sîngerei; 12,7 tysięcy mieszkańców (2004). Ośrodek przemysłowy. W latach 1965–1990 nosiło nazwę Lazo na cześć Siergieja Łazy, działacza komunistycznego.